# Santiago Santamaría
Santiago Santamaría (22 d'agost de 1952 - 27 de juliol de 2013) fou un futbolista argentí.

## Selecció de l'Argentina
Va formar part de l'equip argentí a la Copa del Món de 1982.